# 三田春日神社

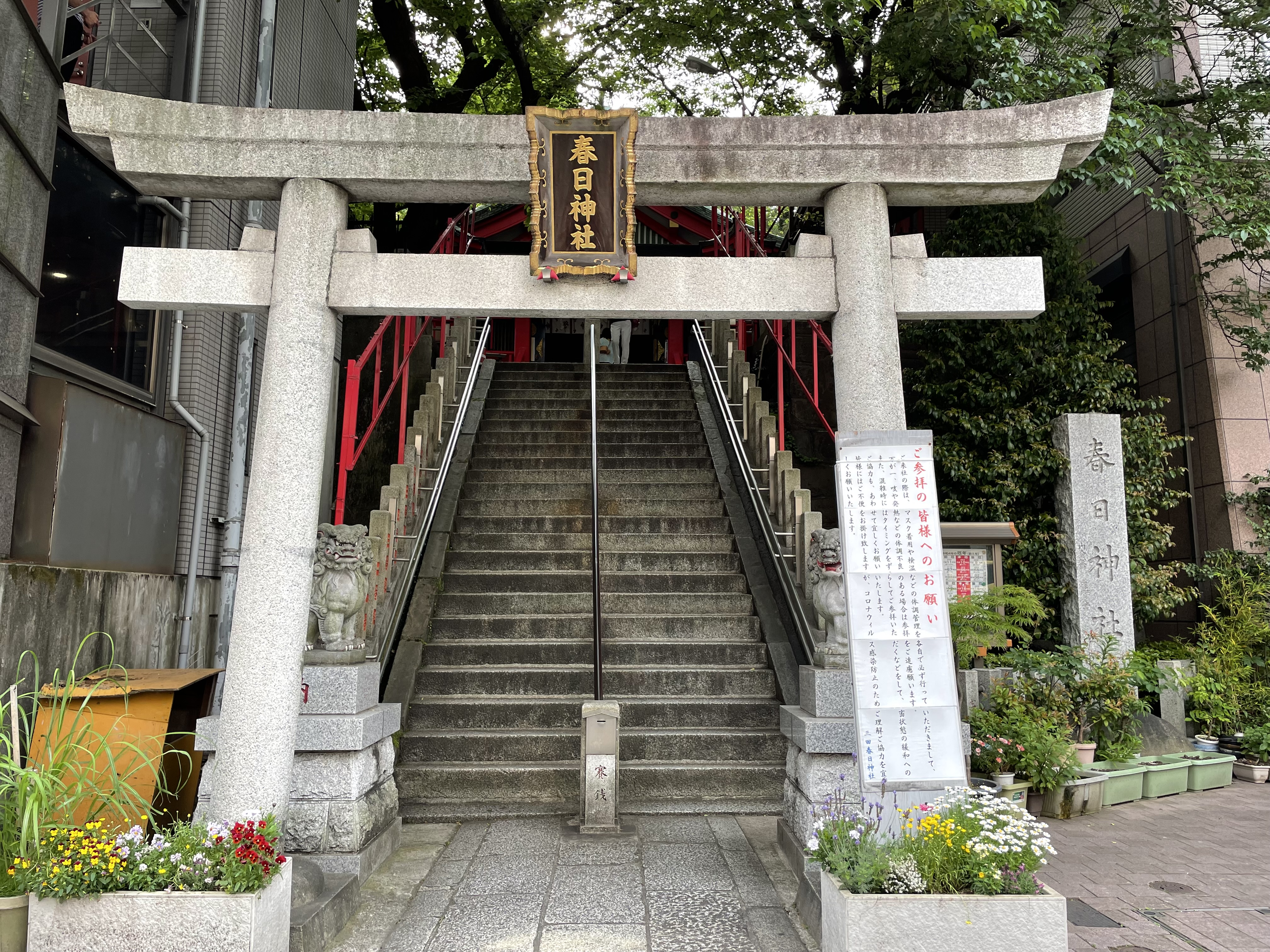
鳥居

三田春日神社（みたかすがじんじゃ）は、東京都港区三田二丁目に鎮座する神社である。

## 祭神
天児屋根命

## 由緒
958年（天徳2年）、武蔵国国司の藤原正房が任国の際、春日大社の第三殿に祀る天児屋根命の御神霊を目黒区三田に勧請。天文年間（1533-1555）当地へ遷座した。旧社格は村社。宮司は明治時代の神仏分離令により還俗した三笠家が代々務めている。

## 境内社
- 福徳稲荷神社
- 赤羽稲荷神社　-1994年（平成6年）合祀

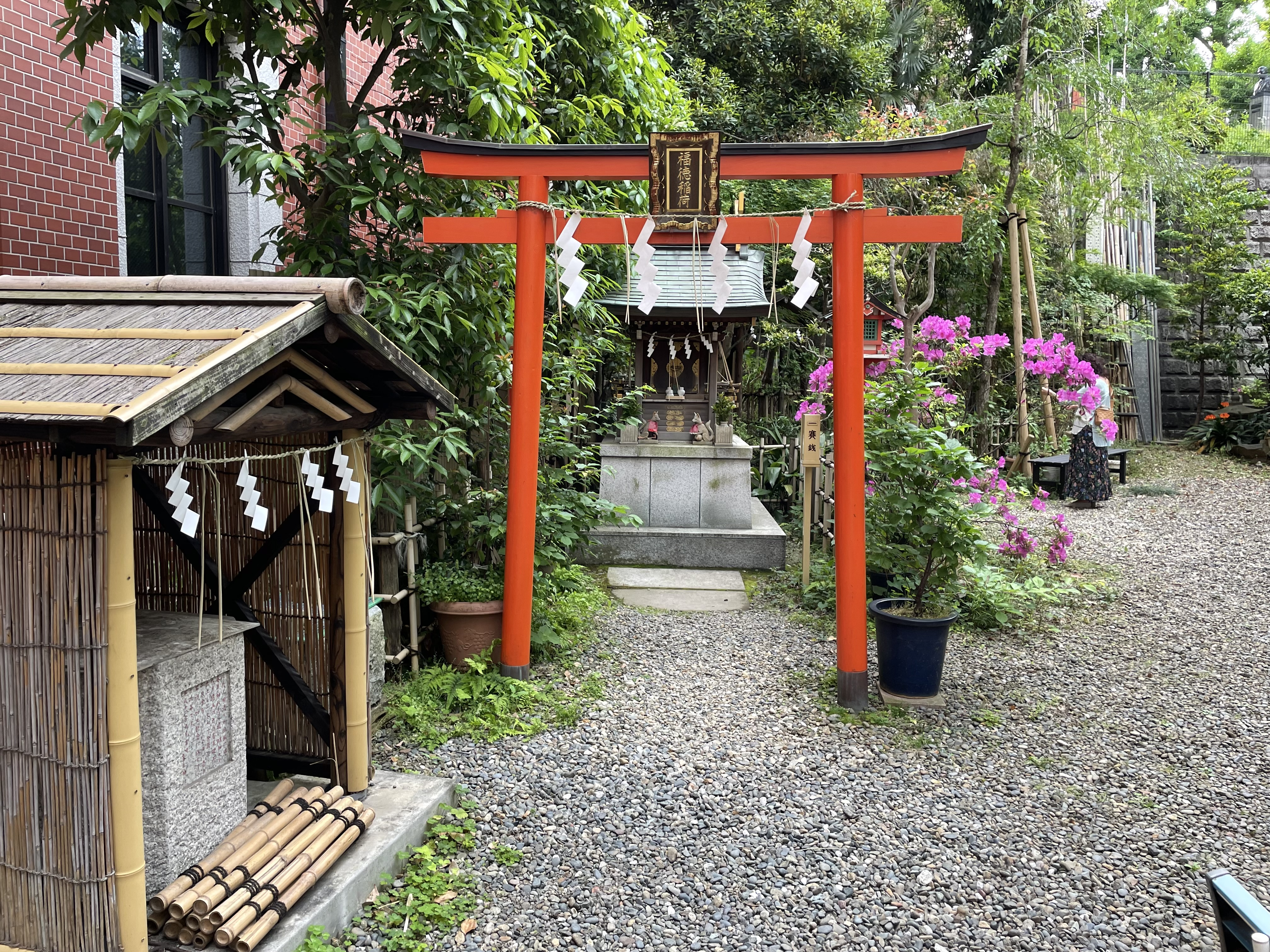
福徳稲荷神社
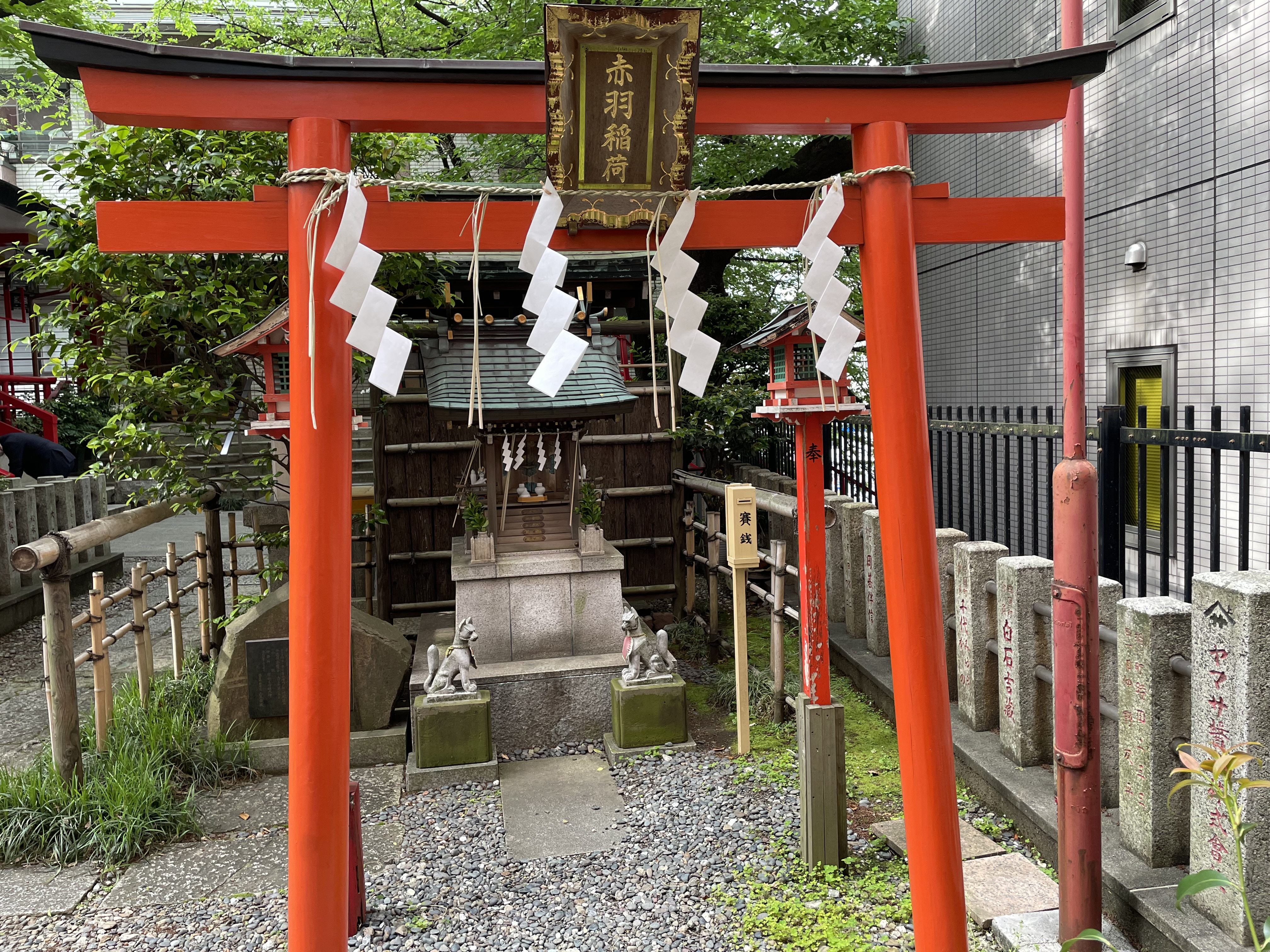
赤羽稲荷神社
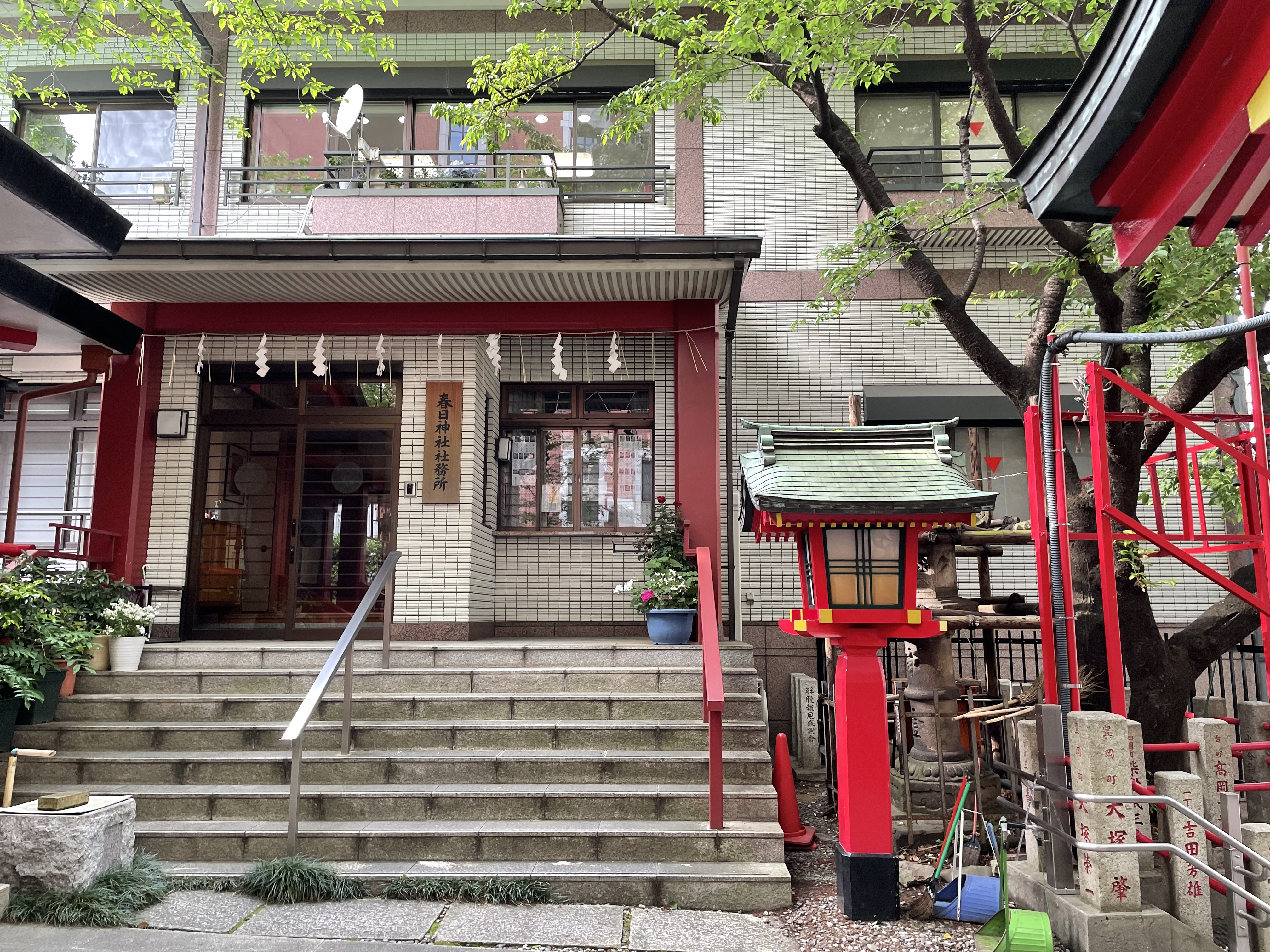
社務所

## 氏子地域
- 港区三田二丁目-五丁目（旧芝三田一 - 四丁目・芝三田台町一 - 三丁目・芝三田綱町・芝三田松坂町・芝三田豊岡町の区域）
- 港区芝三丁目・五丁目（旧芝三田四国町・芝三田同朋町の区域）
- 目黒区三田一丁目-二丁目

※旧芝三田老増町は現在は白金氷川神社の氏子地域になっている。

## 備考
- 最初に鎮座した目黒区三田には1934年（昭和9年）跡地に目黒三田春日神社が再興され、1947年（昭和22年）より当社の兼務社となっている。